# 秒
秒（びょう、英: second, 仏: seconde 、記号 s）は、国際単位系 (SI) における時間の単位である。他の量とは関係せず完全に独立して与えられる7つのSI基本単位の一つである。秒の単位記号は、「s」であり、「sec」などとしてはならない（秒#表記）。
「秒」は、歴史的には地球の自転の周期の長さ、すなわち「一日の長さ」(LOD) を基に定義されていた。すなわち、LODを24分割した太陽時を60分割して「分」、さらにこれを60分割して「秒」が決められ、結果としてLODの86400分の1が「秒」と定義されてきた。しかしながら、19世紀から20世紀にかけての天文学的観測から、LODには10−8程度の変動があることが判明し、時間の定義にはそぐわないと判断された。そのため、地球の公転周期に基づく定義を経て、1967年に、原子核が持つ普遍的な現象を利用したセシウム原子時計が秒の定義として採用された。
なお、1秒は偶然にも人間の標準的な心臓拍動の間隔に近い。

## 定義
「秒」は、2019年5月以降、以下のように定義されている。
この定義を受けて、日本の計量法においては「セシウム133の原子の基底状態の二つの超微細準位の間の遷移に対応する放射の周期の9192631770倍に等しい時間」（計量単位令別表第一第3項）と定義されている。

## 表記

### 単位記号
秒の単位記号は、小文字・立体の「s」である。しばしば「sec」や「sec.」と書かれることがあるが、これらの表記は国際単位系および日本の計量法では認められておらず、誤りである。

### 漢字表記
漢字「秒」の本来の意味は、小麦や稲などの穂先の堅い毛すなわち芒（）のことである。そこから、わずかなもの、微細なものの意味となった。『孫子算経』では、小数の位取りに「秒」を用い、「毛（毫）」の10分の1（すなわち0.0001、1万分の1）を「秒」としている。宋時代にこの秒は「糸」に置き替えられた。明時代に西洋の時法が伝わったとき、わずかな時間である「second」に「秒」の字が宛てられた。

## 歴史

### 機械時計成立以前の秒
古代のバビロニアそして中国では、1日を12等分する時間を設け、これを日時計による観測で確認をしていた。また、少なくとも紀元前2000年頃にはエジプトでは1日を昼と夜に分け、それぞれを12の時間単位で区切っていた。これは不定時法と呼ばれ、季節による昼や夜の長さ変動から、それら時間単位の実際の長さは一定していなかった。古代ギリシアのヒッパルコス（紀元前150年前後）と古代ローマのクラウディオス・プトレマイオス（150年前後）は、それぞれ1日を六十進法で細分し、平均化された1時間（1日の24分割）や、1時間の単純な分数（1/4や2/3など）そして時間の度合い（現代の「分」にも通じる1日の360分割）などを用いたが、これらは現代の分や秒とは異なっていた。
六十進法の定義によって分けられる1日は 1/60のn乗の時間区分を設けていくことになるが、300年頃のバビロニアでは少なくとも (1/60)6 までの分割（2マイクロ秒よりも短い）を行っていた。ただし、そのようなごく短い時間単位を基準に用いていた訳ではなく、例えば1年という時間を細分単位で表すような場合には1日の60分割単位を基礎としていた。バビロニアでは1日を360分割した she という単位（現代の4分に相当する時間）、これをさらに72分割した helek という単位（現代の10/3秒に相当する時間、ユダヤ暦の「ヘレク」と同じ）を使っていた。彼らはこれらの単位時間を正確に測定を行う手段は持っていなかったが、計算で、例えば1朔望月の平均時間を六十進法で29;31,50,8,20日（≒29.5305941358 日）という値を得ていた。この計算方法はヒッパルコスとプトレマイオスが使っていた方法である。この「ヘレク」は1080分の1時間であり。ユダヤ暦では、平均月を29日と12時間793ヘレク（＝29日と12.734時間）とする。
西暦1000年、ペルシア人の学者アブー・ライハーン・アル・ビールーニーは、新月となる週に、日曜日の正午を基準点とした「日、時、分、秒」さらに秒より細かな2段階の区分を施した。1267年にはロジャー・ベーコンが、満月日の正午を基準に「時 (horae)、分 (minuta)、秒 (secunda)」さらに細かな tertia と quarta へ分けた。「秒」を60分の1に細分する用語 tertia は、英語では third となり、現代のポーランド語「tercja」やトルコ語「salise」に残っているが、通常は小数点以下2桁で示される。またこの third に相当する漢字の単位名称は現代ではまず用いられないが、中国・日本の西洋時法伝来以降の古文献では「微」が用いられた。tertiaの下のquartaは英語ではfourthとなり、中国・日本の古文献における漢字名称としては「繊」が用いられた。それより下の六十進法による分割単位も存在するが、それについては六十進法#単位を参照のこと。
現代英語の「second」は、元々「第二の分」「次の分」を意味する「second minute」と呼んでいたことを由来とする。それに対して分のことは「第一の分」を意味する「prime minute」と呼んでいた。すなわち、1時間に対する第1の分割、第2の分割という意味である。

### 秒表示を持つ機械時計
時計が秒単位を表示するようになった初期の例は、16世紀後半に現れる。1560–1570年のフレマースドルフ・コレクションには、秒針を持つねじ式時計がある。同じ頃、タキ・アルジンは5秒刻みの表示をする時計を製作した。1579年にはヨスト・ビュルギがヴィルヘルム5世の依頼を受け、秒を示す時計を作った。1581年にはティコ・ブラーエが天文台の時計を改修した際に分と秒の表示を加え、1587年に彼は、この時計は4秒の狂いしか生じなかったと述べた。
秒表示の正確性は、振り子時計が発明され、日時計による見かけ時間の表示から平均時を表すことができるようになって向上した。特に1670年にビル・クレメント (William Clement) がクリスティアーン・ホイヘンスの時計に秒振り子を加えた事が顕著に貢献した。ロングケース・クロックの秒振り子は一往復で2秒を示し、片方からもう一方へ振れる際に鳴る機械音が1秒毎の時間を刻んだ。そして、精密時計の文字盤には1分間で一周する秒針が加えられるようになった。
日本の法令では、1951年（昭和26年）に制定された計量法で、時間の計量単位として秒が定められ、「秒は、平均太陽日の1/86400とし、東京天文台が秒として決定する時間で現示する」とされた。当時の東京天文台（現国立天文台）では、子午儀による恒星の観測で時を測定し、測定結果を外挿して標準時計であるリーフラー振り子時計の歩度を調整して保時していたといわれる。

### 地球の公転周期に基づく秒
歴史的には地球の自転周期すなわち一日の長さ (LOD) は一定だと考えられていた。ところが、クォーツ時計の精度が向上すると、LODには潮汐力や季節変動による1ミリ秒から2ミリ秒程度の変動、すなわち10−8日程度の変動があることが分かってきた。このため、LODを元にした定義では、精度上の問題があることが判明した。
LODの変化には、海流や大気の循環、さらに地球の核の流動なども影響を及ぼしている。また、地震の発生も潮汐力による変動の1000分の1程度のわずかの自転周期の変動を起こす。
なお、LODが数年間の期間内に徐々に長くなっている（又は、地球の自転が遅くなっている）ことが閏秒が設けられている理由であるということが広範に信じられているきらいがあるが、これは、誤解である。詳細は閏秒挿入の理由についての間違った理解、地球の自転を参照のこと。
このLODの不安定性を受けて、1954年の第10回国際度量衡総会 (CGPM) での決議に基づき、1956年の国際度量衡委員会 (CIPM) において、秒の定義を地球自転よりも変動が少ない公転に求め、「1900年の年初に近い時で、太陽の幾何学（章動と光行差の影響を除いた）平均黄経が 279度41分48.04秒 となる時刻を基点として測り、この時刻を暦表時1900年1月0日の12時（日本標準時で1899年12月31日21時）と定義する。暦表秒はこの時刻から1太陽年の 1/31556925.9747」と改められた。日本の法令では、1958年（昭和33年）に改正された計量法で、「秒は、明治32年12月31日午後9時における地球の公転の平均角速度に基いて算定した1太陽年の1/31556925.9747として東京天文台が現示する」とされた。当時の東京天文台では、写真天頂筒 (PZT) で時の計測を行い水晶時計で保時していたといわれる。暦表時とは、ニュートン力学に基づき地球の公転周期を元にして定めた時刻である。このときに使用されたのは、18世紀から19世紀までの天文観測に基づいて1900年以降の太陽の運動を示す方程式を記述した「ニューカムによる太陽の見かけの（光行差を考慮した）平均黄経」であった。この定義は1960年の第11回国際度量衡総会 (CGPM) で批准された。1900年というのは、この年における平均太陽日が86400秒になるという意味ではなく、単に時間を決めるための基準点としてきりの良い日付が選ばれたに過ぎない。そのため、基準値をもう一度測定しようとしても1900年に遡って行うことは不可能であり、再現性に課題を抱えていた。

### 原子時計による秒
新たな定義は、アルカリ金属であるセシウムを用いた原子時計によるものである。セシウムは天然では原子量133の元素のみが存在し、かつその沸点は671℃と低く、他の元素に比べて使いやすいために、原子時計に採用されていた。そのため、観測によってのみしか決定できない地球の公転よりも、実験室で求めることが可能な原子時計を直接用いて秒の定義を決めることが効率的と考えられた。これには、量子力学の原理から、すべての133Cs原子には個別の差が存在しないため、原理的に同一の定義が可能という特色もある。
1955年6月にイギリスの国立物理学研究所 (NPL) がセシウム原子時計を実用化すると、いくつかの国家は原子時計を導入し、時系の運用に使用し始めた。まず、原子時計には誤差の徹底的な洗い出しと対策が施され、そしてアメリカ海軍天文台 (USNO) のウィリアム・マーコウィッツとイギリス国立物理学研究所 (NPL) のルイ・エッセンによってセシウム原子の超微細遷移周波数と暦表秒との関係が求められた。マーコウィッツとエッセンは、3年間の共同研究を経て1秒が9192631770周期だという数値を得た。これは、1951年にマーコウィッツが発明した星と月の動きを同時に追える月観測用カメラをUSNOが2台、大西洋を挟んで並列で設置し、月による星食から、高精度の暦表時を確認することで得られた。また、この観測でNPLは、アメリカ内陸部コロラド州の標準電波局短波放送による識別信号を使い、2台の原子時計の比較調整を行った。
1956年に国際度量衡委員会 (CIPM) の下部機関として設置された、「秒の定義に関する諮問委員会 （CCDS、現CCTF）」第1回会議で、エッセンはセシウム原子時計と天文時系の比較結果を報告し、セシウム原子周波数標準を秒の原器にするよう強く主張した。しかしその会議では、メートルの定義をメートル原器からクリプトン原子波長に置き換えた前例と同じように、10年間ぐらいは各種周波数標準と比較研究する必要があると結論された。
その後、1964年には、第12回国際度量衡総会 (CGPM) で高度の時間計測のために原子的標準に到達する緊急性を認め、CGPM決議5による委任に基づいてCIPMで時間の物理学的測定のために暫定的に用いるべき原子又は分子に基づく周波数標準の指定を行った。そして、40カ国の代表が参加した1967年の第13回CGPMにおいて、セシウム原子時計によるSIの秒の定義が決定された。日本の法令では、1972年（昭和47年）に改正された計量法で、「秒は、セシウム133の原子の基底状態の二つの超微細準位の間の遷移に対応する放射の周期の9192631770倍に等しい時間として現示する」とされ、秒を東京天文台が現示する定めがなくなり、どの機関が現示するのかは明示されなくなった。さらに、1992年（平成4年）に旧計量法が全部改訂され、新たな計量法の規定に基づく計量単位令により、秒は定義だけが示され、国の機関が秒を現示する定めはなくなった。1997年の国際度量衡局 (BIPM) の会議では「秒の定義は0 Kの下で静止した状態にあるセシウム原子に基準を置いている」という声明が出された。しかし現実には、絶対零度、止まった原子、そして外部からの電磁波等を全く排除した状態を作り出すことは事実上不可能であり、この理想状況との差異を評価して補正を加えなければならない。これを自動で行う機器の例には、一次周波数標準器がある。日本では、法令で秒を現示する指定がない状態が継続していたが、2003年（平成15年）に、秒の現示に代わって時間（秒）の逆数で表される周波数について、周波数標準器が経済産業大臣から特定標準器として指定された。なお、国家標準（特定標準器）には、独立行政法人情報通信研究機構 (NICT) と独立行政法人産業技術総合研究所計量標準総合センター (NMIJ) の周波数標準器（原子時計）が指定されている。
この補則は SI 秒の定義が、黒体輻射により摂動を受けないセシウム原子に基づいていることを明確にしている。すなわち、周囲環境が熱力学的温度で0 K である。

### 新しい定義への模索
もっと精度の高い定義として、現行のマイクロ波による定義から光に基づく定義に変更する研究が進んでいる。その候補としては光格子時計などが研究されており、国際度量衡局は、「秒の二次表現」（秒の新しい定義の候補）として、9種類を採択している。光格子時計としては、ストロンチウム格子時計とイッテルビウム格子時計の2つがある。
これの研究の進展により、10−18程度の精度を持つ時計が実現されようとしており、これをもとに、2026年（第28回国際度量衡総会が開催）か2030年（第29回国際度量衡総会が開催）を目途に、新しい秒の定義が採択される見込みである。
定義採択の条件としては、次の5つが挙げられている。
1. ～10−18 の相対不確かさの光時計が3つ以上出現すること。
2. 3つ以上の異なる研究所において～10−18 の相対不確かさで，光時計の同等性を確認できること。
3. 原子泉方式セシウム1次周波数標準器との比較において，3×10−16 以下の相対不確かさで，周波数が決定できること。
4. 異なる光時計の周波数比が2つ以上の研究機関で 5×10−18 以下の相対不確かさで測定されること。そして，このような周波数比の測定の実績が5つ以上になること。
5. 国際原子時 (TAI) への定期的な貢献が可能になること。

### 定義の変遷
| 年                                 | 定義内容                                                                                              | 相対的な不確かさ |
| ---------------------------------- | --- | ---------------- |
| ‐                                  | 平均太陽日（LOD）の1/86400 (=1/(24*60*60) )                                                           | 10−8             |
| 1960年                             | 1900年1月0日12時から1太陽年の1/31556925.9747 （1956年CGPM）                                           | 10−10            |
| 1967年                             | 2つの基底状態セシウム133超微細準位間の遷移に対応する 放射周期の9192631770倍に等しい時間（第13回CGPM） | 10−10            |
| 1997年                             | 0 Kにおける静止したセシウム原子の時計 （1997年CIPM）                                                  | 10−12            |
| （参考）                           | 可視光領域の遷移を利用する原子時計など                                                                | 10−14 – 10−16    |
| 2026年に提案し2030年に採択の見込み | 光格子時計                                                                                            | 10−18            |

## 倍量・分量単位
他の多くのSI単位と同様、倍量単位・分量単位としてSI接頭語を秒に付けることができる。秒の倍量単位は、規定上はキロ秒、メガ秒などもありうるが、通常は、非SI単位である分・時・日・週・月・年・世紀などの慣用の単位が使われるため、SI接頭語つきの単位はほとんど用いられない。
- 1 min（分）= 60 s
- 1 h（時）= 60 min = 3600 s = 3.6 ks
- 1 d（日）= 24 h = 86400 s = 86.4 ks

上記の3つの単位は、国際単位系 (SI) の公式文書に記載がある「SI単位と併用できる非SI単位」である（SI併用単位#SI併用単位）。
なお、平均太陽日 (LOD) は観測によって決まるものであり、単位としての日 (d)（= 正確に 86400 s）とは、ずれがあることに注意（詳細は、地球の自転、閏秒を参照）。
以下の単位は、国際単位系 (SI) では定義されていない。年と世紀は、天文学では通常、ユリウス年とユリウス世紀を用いる。定義は国際天文学連合による。
- 週 = 7日 = 604800 s = 604.8 ks
- 月 = 28日、29日、30日、又は31日
- ユリウス年 （単位：a）= 365.25日 = 31557600 s = 31.5576 Ms
- ユリウス世紀（単位：T）= 100 ユリウス年 = 36 525日 = 3155760000 s = 3.15576 Gs

逆に1秒は慣用の単位では以下のように表される（全て、6桁目を四捨五入している）。
- 1秒 = 1.6667×10−2 min
- 1秒 = 2.7778×10−4 h
- 1秒 = 1.1574×10−5 d
- 1秒 = 1.6534×10−6 週

- 1秒 = 3.1688×10−8 ユリウス年
- 1秒 = 3.1688×10−10 ユリウス世紀

分量単位には以下のものがある。
| 分量単位   | 記号 | 時間                  | 備考 |
| ---------- | ---- | --------------------- | --- |
| ミリ秒     | ms   | 10−3秒 1000分の1秒    | - 音声学で音素の期間を測るためによく使われる。また、一般的なストップウオッチにおける最小の単位でもある |
| マイクロ秒 | μs   | 10−6秒 100万分の1秒   | - 原子の反応や化学反応のような、通常わずかな時間で起こるような現象の時間の計測によく用いられる。 |
| ナノ秒     | ns   | 10−9秒 10億分の1秒    | - 日常生活に登場することはまずない。技術的な場面では、コンピュータ、電気通信、パルスレーザーといくつかの電子機器でよく使われる単位である。 - 光は1ナノ秒間に真空中を正確に 299.792458 mm 進む。しかし、真空以外の空間中ではそれよりも遅くなり、それは屈折率 n（1以上）によって示される。空気 (n = 1.000292) 中では光は1ナノ秒間に約 298.9 mm 進むが、水 (n = 1.33) の中では約 225.4 mm になる。 |
| ピコ秒     | ps   | 10−12秒 1兆分の1秒    | |
| フェムト秒 | fs   | 10−15秒 1000兆分の1秒 | - 可視光領域の波長をもつ電磁波は、電場と磁場がおよそ1フェムト秒の周期で振動しながら空間を伝播していく。 |
| アト秒     | as   | 10−18秒 100京分の1秒  | - 現在、計測することのできる最も短い時間（2004年2月現在）は100アト秒である。 |
| ゼプト秒   | zs   | 10−21秒 10垓分の1秒   | |
| ヨクト秒   | ys   | 10−24秒 1𥝱分の1秒    | |
| ロント秒   | rs   | 10−27秒 1000𥝱分の1秒 | |
| クエクト秒 | qs   | 10−30秒 100穣分の1秒  | |

## 国際原子時と閏秒
原子時計で定義された秒を基礎に置いた時刻、正確には世界中にある300台以上の原子時計が算出する平均によって決められる時系があり、これを国際原子時 (TAI) と呼び、1958年1月1日0時に世界時 (UT) に合わせて開始している。ところで、地球の自転に基づく世界時 (UT) は、地球の自転の角速度の変動により、国際原子時 (TAI) との間にズレが生じる。日常生活に使用される時刻の基礎である協定世界時 (UTC) は1972年以後、原子時計に基づく国際原子時 (TAI) と全く同じ歩度（秒間隔）を維持しながら、正午近くに太陽が正中に来るように時刻を設定するため、協定世界時 (UTC) と世界時の UT1 との差が0.9秒を超えないようにする、閏秒調整を行っている。
1961年から1971年までは標準周波数のオフセットと時刻のステップ調整で世界時の UT2 に近似していた（旧協定世界時）。1972年からはこのステップ調整は廃止されることになり、代わりに協定世界時 (UTC) と国際原子時 (TAI) との差を整数秒となるように調整することとなった。この制度変更を受けて1972年1月1日0時の協定世界時 (UTC) と国際原子時 (TAI) との差が正確に10秒（協定世界時〈UTC〉が国際原子時〈TAI〉から10秒遅れ）となるように調整（特別調整という）された。同時に、それ以降の協定世界時 (UTC) と国際原子時 (TAI)との歩度を調整する方法は、閏秒を適宜加えるか除くやり方に改められた（詳細は、閏秒の項を参照）。
1972年以降の閏秒の調整は、すべて閏秒1秒を加える操作であって、2017年までにこれが27回実施された。結果、特別調整（10秒）を加えると協定世界時と国際原子時との差異は2017年段階で37秒となっている。

## 固有時と座標時
一般相対性理論によれば、狂いのない理想的な時計であっても、それが刻む時刻は、その時計が過去に、どのような重力場のなかをどのような運動をしたか、によって変わってくる。このような時刻を「固有時」と呼ぶ。これに対して、共通の基準となる目盛りのついた時間と空間を「基準座標系」と呼び、このうちの時間座標を「座標時」と呼ぶことがある。地球上の時計の固有時は、主に太陽、地球自体、月、諸惑星の重力ポテンシャルの影響下にあるものと考えてよい。時計のある場所が、これらの天体に対して位置を変えるので、このポテンシャルの影響は一定量と変化量の合成となる。この変化量の最大のものは太陽のポテンシャルの変化によるもので、地球軌道が楕円であるため太陽からの距離が年周変化することで生じ、地球上の時計が一斉に全振幅 6.6×10−10 の年周変化をすることになる。これを時計面でみると秒の長さの変化が積算されるので、全振幅 3.3 ms の年周変化を示すことになる。なお、変化とは、一切の重力ポテンシャルの影響から全く離れた場所の座標時に比較して測られる量を言う。また、地球ポテンシャルの影響として、時計の置かれている場所の標高（ジオイドからの高さ）の違いに対応して、1 km当たり1.1×10−13の歩度差が生じる。
1967年に国際度量衡委員会 (CIPM) の下部機関である秒の定義に関する諮問委員会 （CCDS、現CCTF）で、原子標準による秒の再定義が具体的に提案され始めると、時間、周波数分野での相対性論効果の取扱いについて、国際的かつ公式に討議されるようになる。この時の議論では、例えば日本の代表からは「セシウム遷移観測にあたり、特定の場所の指定を行えば、秒の定義はその場所の固有時になる」、「観測対象が適当な大きさの実験室内に限られた物理測定では固有時の採用で必要かつ十分であるが、対象が実験室外にある場合は一般相対論の補正を必要とする」、「地球上又はその近傍にある原子時計は、天体に由来する引力ポテンシャルの影響を受ける」、また、「遠隔の原子時計の相互比較のために必要欠くべからざる補正は現在直ちに用いられる形では準備されていないと思われる」などの意見があった。
このような国際的討議の結果、秒の定義には特定の場所は指定しないことになった。これは、物理法則を求めるための実験室内の一般計測では、その場所の固有時を用いれば必要かつ十分であるということを基礎としたもので、必要があれば相対性理論による補正を行えばよいという考え方である。
しかし、セシウム原子の遷移周波数で定めた秒間隔を積算する原子時や周波数標準について、各国の標準研究所間で相互比較をしたり、世界的な統一基準を確立しようとすると固有時のみの考え方では不十分となり、座標時的な概念の導入が必要となる。
このため、国際原子時 (TAI) について、1980年に秒の定義に関する諮問委員会（CCDS、現CCTF）第9回会合では国際原子時 (TAI) は座標時なのか、基準系、座標変換に必要なモデルなどについて議論された。その結果「TAI は、回転するジオイド上で実現される SI の秒を目盛りの単位とした, 地心座標系で定義される座標時の目盛りである」と声明を発表している。また、「現状では、一般相対性理論の一次補正（地球の重力ポテンシャルの差、速度の差および地球の自転に対する補正）を行うことによってジオイド近傍のいかなる固定点あるいは移動点にも十分な精度で TAI を拡大することができる」とされる。

## 符号位置
| 記号 | Unicode | JIS X 0213 | 文字参照          | 名称       |
| ---- | ------- | ---------- | ----------------- | ---------- |
| ㎰   | U+33B0  | -          | &#x33B0; &#13232; | ピコ秒     |
| ㎱   | U+33B1  | -          | &#x33B1; &#13233; | ナノ秒     |
| ㎲   | U+33B2  | -          | &#x33B2; &#13234; | マイクロ秒 |
| ㎳   | U+33B3  | -          | &#x33B3; &#13235; | ミリ秒     |

Unicodeには、秒の分量単位を表す上記の文字が収録されている。これらはCJK互換用文字であり、既存の文字コードに対する後方互換性のために収録されているものであるので、使用は推奨されない。

### 注
1. ↑  国際単位系における正式の言語はフランス語である。ここでの定義は英語及びこれを日本語に翻訳したものである。正式な本文の確認が必要な場合又は文章の解釈に疑義がある場合はフランス語版を確認する必要がある。
2. ↑  「地球の自転が遅くなっている」といった表現がこの説明において文献でもしばしば見られる。しかし、地球と月との相互作用によって、月が「潮汐加速」され地球の自転が「潮汐減速」されている、という現象は事実ではあるが相当に長期的な現象で、短期的と言えるこれまでの人類による観測において見られる変動はそれよりもずっと大きく、潮汐減速はその主な要因ではない。たとえばNICTによる解説（国際原子時・協定世界時とうるう秒）から以下に引用するが、「地球の自転が遅くなっているため」といったようには説明していない。  ■協定世界時（UTC ）とうるう秒調整、「地球の自転速度は、潮汐摩擦などの影響によって変化するため、世界時（UT）と協定世界時（UTC）との間には差が生じます。そこで、協定世界時 (UTC) に1秒を挿入・削除して世界時UT1との差が0.9秒以上にならないように調整しています。」